# 大苞蓝
大苞蓝（学名：Strobilanthes gigantodes）是爵床科紫云菜属的植物。分布于越南以及中国大陆的云南、广西等地，生长于海拔200米的地区，多生长于林中，目前尚未由人工引种栽培。

## 别名
大苞马蓝